# Kleine boomvink
De kleine boomvink (Camarhynchus parvulus) is een van de zogenaamde darwinvinken, zangvogels uit de grote Amerikaanse familie Thraupidae (tangaren). De darwinvinken komen als endemische soorten alleen voor op de Galapagoseilanden.

## Kenmerken
De kleine boomvink is dof grijsbruin gekleurd. Het jonge mannetje is donker op de kop, de schouders en de borst. Deze zwartkleuring breidt zich geleidelijk na iedere ruiperiode uit, zodat de leeftijd van het mannetje in het veld te zien is.

## Verspreiding en leefgebied
Deze boomvink komt op de meeste eilanden voor. Op het eiland San Cristóbal komt de ondersoort C. parvulus slavini voor. Het is geen bedreigde soort.
De soort telt twee ondersoorten:
- C. p. parvulus: de meeste Galapagoseilanden.
- C. p. salvini: San Cristóbal.